# オーテモン
オーテモン（1955年3月11日 - 1967年4月）は、日本の競走馬、種牡馬。1960年の天皇賞（秋）で優勝し、同年度の啓衆社賞最優秀5歳以上牡馬に選出された。
※馬齢は旧表記とする。

## 経歴
1955年3月11日、北海道浦河郡浦河町の冨岡牧場にて誕生。トキノミノルのオーナーで知られた永田雅一所有馬となり、尾形藤吉厩舎へ入厩した。
1957年10月27日、中山競馬場での三歳新馬戦で岩下密政が手綱を取って初出走（5着）。その後2戦して2着が続いて初勝利を挙げたのは同年11月23日の東京競馬場での三歳特別競走であった。同年の朝日杯三歳ステークスに1勝馬ながら挑戦し、カツラシユウホウの3着と健闘した。
4歳の春は勝ち星に恵まれず、1勝馬ながら1958年の皐月賞、東京優駿に出走したが、ともに14着と敗れる。2勝目を挙げたのは鞍上が野平好男に交代したあとの同年7月5日の中山競馬場四歳特別戦。11月6日の京都競馬場での特殊ハンデキャップ競走で3勝目を挙げると、その翌週の菊花賞に連闘で出走してコマヒカリの3着と健闘した。
5歳となってからも特殊ハンデキャップや平場オープン競走では勝つが、重賞ではなかなか勝てないという状況が続いた。それでも1959年天皇賞（秋）で2着となるなど地力のあるところを示していた。
6歳になって、尾形籐吉厩舎から田中和夫厩舎（名義上は父の田中和一郎厩舎）に転厩したのち、1960年3月6日の東京記念（東京競馬場）に1番人気で優勝し、ようやく重賞初制覇を果たすと6月の日本経済賞も優勝する。不良馬場で行われた11月23日の天皇賞（秋）では8番人気の人気薄であったが、オンワードベル（この年の安田記念優勝馬）、ウイルデイール（1959年皐月賞優勝馬）を退けて優勝し、ビッグタイトルを手にした。暮れの有馬記念では1番人気に支持されるも、9番人気の牝馬スターロツチの前に1馬身4分の3差及ばず2着となった。
7歳になってから金杯、アメリカジョッキークラブカップと2戦走ったが勝つことなく現役を引退した。
引退後のオーテモンは種牡馬となったが、マルヤマオーカン（1970年 NTV盃）、セカンドホーリ（1969年の南関東アラブ三冠馬）と地方競馬の重賞勝ち馬を出したのみにとどまっている。

## エピソード
- 道悪下手で知られ、1960年の天皇賞（秋）は馬主の永田雅一も勝てるとは思わず、同馬の優勝を目の当たりにするや平服で観戦していた永田は急いで背広姿に着替えたという。
- 第40回の天皇賞（秋）にて、オーテモンはガーネツトと並んでゴールインし写真判定となる。移動中に偶然、ガーネツトの馬主と関係者一同エレベーター内で一緒になった。「俺の馬が勝ったんだぞ！」と勝ったとばかりに永田雅一が誇らしげに話している一方で、ガーネツトの関係者達は負けたと思い暗い雰囲気だった。長い写真判定の結果、ガーネツトが1着、オーテモン2着となり写真判定前と打って変わり、ガーネツトの馬主関係者が喜んでいる一方で永田雅一が愕然とした表情で落ち込んでいた。

## 主な勝鞍
- 東京記念
- 日本経済賞
- 天皇賞（秋）

いずれも1960年。

## 血統表
| オーテモンの血統                                | オーテモンの血統                           | オーテモンの血統                | （血統表の出典）                | （血統表の出典） |
| 父系                                            | ライジングフレーム系                       | ライジングフレーム系            | ライジングフレーム系            | [ § 2 ]          |
| 父 *ライジングフレーム Rising Flame 1947 黒鹿毛 | 父の父The Phoenix 1940 鹿毛                | Chateau Bouscaut                | Kircubbin                       | Kircubbin        |
| 父 *ライジングフレーム Rising Flame 1947 黒鹿毛 | 父の父The Phoenix 1940 鹿毛                | Chateau Bouscaut                | Ramondie                        |                  |
| 父 *ライジングフレーム Rising Flame 1947 黒鹿毛 | 父の父The Phoenix 1940 鹿毛                | Fille de Poete                  | Firdaussi                       | Firdaussi        |
| 父 *ライジングフレーム Rising Flame 1947 黒鹿毛 | 父の父The Phoenix 1940 鹿毛                | Fille de Poete                  | Fille d'Amour                   |                  |
| 父 *ライジングフレーム Rising Flame 1947 黒鹿毛 | 父の母Admirable 1942 黒鹿毛                | Nearco                          | Pharos                          | Pharos           |
| 父 *ライジングフレーム Rising Flame 1947 黒鹿毛 | 父の母Admirable 1942 黒鹿毛                | Nearco                          | Nogara                          |                  |
| 父 *ライジングフレーム Rising Flame 1947 黒鹿毛 | 父の母Admirable 1942 黒鹿毛                | Silvia                          | Craig an Eran                   | Craig an Eran    |
| 父 *ライジングフレーム Rising Flame 1947 黒鹿毛 | 父の母Admirable 1942 黒鹿毛                | Silvia                          | Angela                          |                  |
| 母 カネユキ 1946 鹿毛                           | 母の父*プリメロ Primero 1931 鹿毛          | Blandford                       | Swynford                        | Swynford         |
| 母 カネユキ 1946 鹿毛                           | 母の父*プリメロ Primero 1931 鹿毛          | Blandford                       | Blanche                         |                  |
| 母 カネユキ 1946 鹿毛                           | 母の父*プリメロ Primero 1931 鹿毛          | Athasi                          | Farasi                          | Farasi           |
| 母 カネユキ 1946 鹿毛                           | 母の父*プリメロ Primero 1931 鹿毛          | Athasi                          | Athgreany                       |                  |
| 母 カネユキ 1946 鹿毛                           | 母の母第四バツカナムビユーチー 1940 黒鹿毛 | *ダイオライト Diolite           | Diophon                         | Diophon          |
| 母 カネユキ 1946 鹿毛                           | 母の母第四バツカナムビユーチー 1940 黒鹿毛 | *ダイオライト Diolite           | Needle Rock                     |                  |
| 母 カネユキ 1946 鹿毛                           | 母の母第四バツカナムビユーチー 1940 黒鹿毛 | バツカナムビユーチー            | *シアンモア                     | *シアンモア      |
| 母 カネユキ 1946 鹿毛                           | 母の母第四バツカナムビユーチー 1940 黒鹿毛 | バツカナムビユーチー            | 第三ビユーチフルドリーマー      |                  |
| 母系(F-No.)                                     | ビユーチフルドリーマー系(FN:12)            | ビユーチフルドリーマー系(FN:12) | ビユーチフルドリーマー系(FN:12) | [ § 3 ]          |
| 5代内の近親交配                                 | Pharos5×4=9.38%                            | Pharos5×4=9.38%                 | Pharos5×4=9.38%                 | [ § 4 ]          |
| 出典                                            | 1. 2. 3. 4.                                | 1. 2. 3. 4.                     | 1. 2. 3. 4.                     | 1. 2. 3. 4.      |